# USFRAN Bobo-Dioulasso
El US FRAN es un equipo de fútbol de Burkina Faso que milita en la Segunda División de Burkina Faso, la segunda liga de fútbol más importante del país.

## Historia
Fue fundado el 31 de agosto del año 1959 en la ciudad de Bobo-Dioulasso, aunque entre 1989 y 1998 se llamaba USCB. Han sido campeones de la máxima categoría en 3 ocasiones, y han ganado 5 títulos de copa en su historia.
A nivel internacional es uno de los clubes de Burkina Faso con más apariciones en competiciones de la CAF con 16, pero nunca han superado la segunda ronda.

## Palmarés
- Primera División de Burkina Faso: 3

1963, 1964, 1968
- Copa de Burkina Faso: 5

1966, 1967, 1969, 1971, 1974

## Participación en competiciones de la CAF
| Temporada | Torneo                            | Ronda      | Club               | Casa  | Visita | Global  |
| --------- | --------------------------------- | ---------- | ------------------ | ----- | ------ | ------- |
| 1969      | Copa Africana de Clubes Campeones | Preliminar | Secteur 6          | 3-1   | 1-1    | 4-2     |
| 1969      | Copa Africana de Clubes Campeones | 1          | Étoile Filante     | 0-2   | 1-4    | 1-6     |
| 1969      | Copa Africana de Clubes Campeones | 1          | Hafia FC           | w.o.1 | 2-7    | 2-7     |
| 1984      | Copa Africana de Clubes Campeones | Preliminar | Dragons de l'Ouémé | 1-3   | 0-2    | 1-5     |
| 1992      | Copa CAF                          | 1          | Djoliba AC         | 1-0   | 1-2    | 2-2 (a) |
| 1992      | Copa CAF                          | 2          | Shooting Stars     | 1-1   | 0-3    | 1-4     |
| 1995      | Copa CAF                          | 1          | JS Bordj Ménaïel   | 2-1   | 1-5    | 3-6     |
| 1996      | Recopa Africana                   | 1          | Olympique de Béjà  | 1-2   | 0-6    | 1-8     |
| 1997      | Copa CAF                          | 1          | Stade d'Abidjan    | 1-1   | 3-2    | 4-3     |
| 1997      | Copa CAF                          | 2          | Espérance          | 1-1   | 1-4    | 2-5     |
| 1998      | Recopa Africana                   | 1          | GHAPOHA FC         | 1-1   | 0-3    | 1-4     |
| 1999      | Liga de Campeones de la CAF       | Preliminar | Dragons de l'Ouémé | 2-0   | 0-1    | 2-1     |
| 1999      | Liga de Campeones de la CAF       | 1          | USM El Harrach     | 2-0   | 0-6    | 2-6     |
| 2000      | Copa CAF                          | 1          | CA Bizertin        | 2-1   | 0-2    | 2-3     |
| 2001      | Liga de Campeones de la CAF       | 1          | AS Mangasport      | 3-0   | 1-0    | 4-0     |
| 2001      | Liga de Campeones de la CAF       | 2          | Raja Casablanca    | 3-1   | 0-2    | 3-3 (a) |
| 2005      | Copa Confederación de la CAF      | 1          | Al-Ittihad         | 3-0   | 0-4    | 3-4     |
| 2006      | Copa Confederación de la CAF      | 1          | ES Zarzis          | 0-2   | 0-0    | 0-2     |
| 2009      | Copa Confederación de la CAF      | Preliminar | ASC Diaraf         | 0-0   | 1-1    | 1-4 (a) |
| 2009      | Copa Confederación de la CAF      | 1          | Aigle Nkongsamba   | 2-1   | 0-2    | 2-3     |
| 2010      | Copa Confederación de la CAF      | 1          | Sewe Sports        | 1-2   | 0-1    | 1-3     |
| 2011      | Copa Confederación de la CAF      | 1          | Fovu Baham         | 3-1   | 1-2    | 4-3     |
| 2011      | Copa Confederación de la CAF      | 2          | Sunshine Stars     | 1-0   | 0-2    | 1-2     |